# Монастырская колонизация
Монастырская колонизация — всплеск миссионерской деятельности русских православных монахов — учеников Сергия Радонежского, которые во второй половине XIV века основали множество новых монастырей. Положила начало проникновению письменной культуры и экономическому освоению обширных пространств Русского Севера. Ключевым плацдармом для христианизации северных территорий послужила группа монастырей на территории современной Вологодской области (см. Северная Фиваида).
Начало монастырской колонизации положил Сергий Радонежский, основавший в 1342 году Троице-Сергиеву лавру (ныне Московская область). Сподвижник Сергия Радонежского Кирилл Белозерский создает Кирилло-Белозерский монастырь (1397 год, ныне Вологодская область), другой его сподвижник Павел Обнорский создает Павло-Обнорский монастырь (1414 год). Стефан Махрищский создаёт Махрищский монастырь (ныне Владимирская область). Димитрий Прилуцкий создает Никольский монастырь (1350 год, ныне Ярославская область). К XIV веку возводит свою историю Оптина пустынь (ныне Калужская область) и Псково-Печерский монастырь (ныне Псковская область). Выходец из Кирилло-Белозерского монастыря Савватий Соловецкий кладет начало Соловецкому монастырю (ныне Архангельская область). Существуют разночтения относительно даты основания Валаамского монастыря (ныне Карелия), однако новейшие исследования датируют время его появления к периоду 1388—1393 годов.
Монашеские поселения обыкновенно начинались с водружения поклонного креста, рядом с которым ставились кельи монахов, образовывавшие обитель. По мере роста монастыря строились часовни и трапезные. Монашеская братия возглавлялась игуменом. Поскольку в условиях севера земледелие было вести затруднительно, монахи занимались промыслами (Железная пустынь), которые воспринимались как трудовые послушания. По мере назначения в обитель священника, строился храм. Вокруг монастыря возводились стены с башнями и воротами. В плане обители напоминали четырехугольник, общая длина стен могла достигать 590 метров, а их высота 3 метра (Павло-Обнорский монастырь). Кельи превращались в келейные (братские) корпуса, а трапезные в трапезные палаты (например, Трапезная палата (Кирилло-Белозерский монастырь)). Башни использовались как складские помещения (Поваренная башня, Свиточная башня). Отдельно выделялись колокольня и странноприимный корпус. Помимо монахов, в монастырях появлялись трудники.
Одной из причин монастырской колонизации называется Иерусалимский устав, позволивший создать экономическую основу для монастырского землевладения. Другой причиной называют противостояние Москвы и Новгорода, поскольку промосковские монастыри открывались преимущественно на новгородских землях. 